# Mansión Steinway
La Mansión Steinway (también la Casa Benjamin Pike, Jr. ) es una casa en la cima de una colina de un acre en la sección Astoria de Queens, Nueva York (Estados Unidos). 

## Historia
Fue construido en 1858, originalmente en 1,78 km² en Long Island Sound, por Benjamin Pike Jr., nacido en 1809, un destacado fabricante de instrumentos científicos ubicado en el bajo Manhattan. Después de su muerte en 1864, su viuda vendió la mansión a William Steinway de Steinway & Sons en 1870. Jack Halberian compró la Mansión en 1926 y tras su muerte en 1976, su hijo Michael Halberian comenzó una extensa restauración. La Comisión de Preservación de Monumentos Históricos de la Ciudad de Nueva York designó el edificio como monumento histórico en 1966 y se incluyó en el Registro Nacional de Lugares Históricos en 1983.
La mansión se puso a la venta después de la muerte de Michael Halberian en 2010. Luego, la propiedad fue comprada por Sal Lucchese y Phil Loria en 2014 bajo la compañía The L Group. Luego, partes de la tierra circundante se convirtieron en almacenes comerciales, dejando la mansión. En este punto, con casi 150 años, la mansión se estaba deteriorando rápidamente y partes de la casa comenzaban a desmoronarse. Los dueños de la mansión comenzaron una restauración masiva para devolver la mansión a su gloria original. 
Posteriormente, el gran balcón que se había derrumbado casi un siglo antes fue perfectamente reconstruido utilizando imágenes antiguas de la casa. Todas las molduras interiores fueron luego reparadas y pintadas, junto con las tablas del piso y las paredes deterioradas. Se han realizado otras renovaciones generales a lo largo del tiempo que devolverían la mansión a su estilo del siglo XIX. Para rendir homenaje a la familia Pike y los Steinway, la mansión se decoró con un gran piano Steinway y numerosos instrumentos científicos originales del siglo XIX fabricados por la empresa Pike.

## Descripción
La Mansión Steinway es una gran vivienda de estilo villa italiana. El arquitecto es desconocido. Está construido en granito y piedra azul con ornamentación de hierro fundido y tiene una sección central en forma de T de dos pisos, con un techo a dos aguas cubierto de pizarra. Tiene una biblioteca de un piso, que ahora es una oficina, con un ala con grandes ventanales. Presenta una torre de cuatro pisos rematada por balaustrada y cúpula octogonal. Hay tres pórticos sostenidos por columnas de hierro fundido de orden corintio. Hay cinco chimeneas de mármol italiano, puertas de bolsillo que sostienen vidrio tallado original que representa muchos de los instrumentos científicos del siglo XIX de Pike. El salón principal del centro contiene elaboradas balaustradas de nogal tallado, una rotonda abovedada de dos pisos rematada con un tragaluz central de vidrieras y un techo con cielos rasos de 3,66 m de altura. Hay tres grandes cisternas subterráneas diseñadas para recolectar agua de lluvia del techo para riego de terrenos y un tanque de cobre de 3785,4 L en el ático para amueblar la casa con sistema de agua a presión para uso de baño y cocina.
En 2006, se produjo un documental titulado The Steinway Mansion, que incluye extensas entrevistas con Michael Halberian y Henry Steinway y muchas fotos raras.